# Étienne Joseph Théophile Thoré

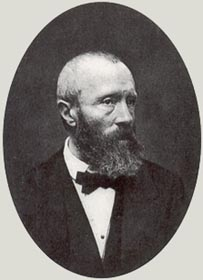
Thoré-Bürger (zdjęcie z katalogu jego kolekcji, 1892)

Étienne Joseph Théophile Thoré ps. William Bürger (ur. 23 czerwca 1807 w La Flèche, zm. 30 kwietnia 1869 w Paryżu) – francuski krytyk i historyk sztuki, kolekcjoner, publicysta i działacz społeczny.

## Życiorys
Z wykształcenia adwokat. Sympatyzował z ideami socjalistycznymi i początkowo publikował w lewicowej prasie. W latach 40. XIX wieku założył w Paryżu Societé des artistes. Po rewolucji w 1848, którą popierał, w 1849 został członkiem Zgromadzenia Ustawodawczego. W tym samym roku za swoją działalność rewolucyjną został wygnany z Francji; do 1860 roku przebywał w Anglii, Belgii, Holandii i Szwajcarii, po czym wrócił do Francji.
Jako krytyk sztuki recenzował Salony na łamach m.in. „Revue de Paris” czy „Constitutionnel” (przed wygnaniem) i „Gazette des beaux-arts”, „Le Temps”, „Revue universel des arts” (po powrocie). Zajmował się także handlem obrazami. Sprzeciwiał się hasłu „sztuka dla sztuki” i uważał, że sztuka powinna być odzwierciedleniem życia prostych ludzi. Tym samym propagował twórczość m.in. barbizończyków, Théodore’a Rousseau i XVII-wiecznej Holandii, a szczególnie Jana Vermeera.
Uważany jest za „odkrywcę” i popularyzatora twórczości Vermeera. Malarz ten był wówczas bardzo mało znany – liczba jego dzieł była niewielka, były one rozproszone i często przypisywane innym artystom. Podczas swojej pierwszej podróży do Holandii w 1842 Thoré-Bürger szczególną uwagę zwrócił na obraz Widok Delftu. W 1848 poznał kolejne dzieła Vermeera: Mleczarkę i Uliczkę. Napisał:
Co za straszliwy malarz! Przecież po Rembrandcie i Halsie ten van der Meer jest ostatecznie jednym z pierwszych mistrzów całej szkoły holenderskiej. Jak to się stało, że nie wiemy nic o tym artyście, równym, jeśli nie przewyższającym Pietera de Hooch i Metsu.
Zaintrygowany tym niemal zapomnianym malarzem zaczął zbierać informacje o nim. Badał źródła, archiwa i sygnatury, szukał kolejnych obrazów. Stał się propagatorem i miłośnikiem Vermeera.
Ci, którzy czytali książki Bürgera wiedzą z jakim zapałem oddawał się on gloryfikacji Jana van der Meera z Delftu. Powracał doń stale, mówił o nim jak o przyjacielu: zwątpić w van der Meera znaczyłoby – zranić go w najbardziej osobistych uczuciach (P. Mantz, „Gazette des Beaux Arts”).
Thoré-Bürger stworzył pierwszy katalog dzieł Vermeera, opublikowany w 1866 roku w „Gazette des beaux-arts”. Objął on 66 obrazów. Choć Thoré-Bürger miał ogromny wkład w poszerzenie wiedzy o życiu i twórczości Vermeera oraz ich popularyzację wśród szerokiej publiczności, nie uniknął błędów. Do oeuvre Vermeera zaliczył dzieła przypisywane dziś innym artystom, np. Jana Vermeera z Harlemu i Jacoba Vrela, co korygowali późniejsi historycy sztuki. Dziś Vermeerowi przypisuje się około 35 obrazów, czyli niemal o połowę mniej niż robił to Thoré-Bürger.
Wiele jego tekstów przełożyła na język polski i opracowała Hanna Morawska (Kłopoty krytyka. Thoré-Bürger wśród prądów epoki (1855–1869), Wrocław 1970; Nowe kierunki w sztuce XIX wieku. Wybór tekstów z lat 1838–1868, Wrocław 1972).